# The Center Won’t Hold
The Center Won’t Hold — девятый студийный альбом американской инди-рок группы Sleater-Kinney. Он был выпущен 16 августа 2019 года на лейбле Mom + Pop Music. Альбом был спродюсирован St. Vincent и стал последним альбомом с ударником Джанет Вайс, которая объявила о своем уходе из группы 1 июля 2019 года, за месяц до выхода альбома. После выхода альбом получил в целом благоприятные отзывы критиков.

## Отзывы
| Совокупная оценка | Совокупная оценка |
| Источник          | Оценка            |
| ----------------- | ----------------- |
| AnyDecentMusic?   | 7.7/10            |
| Metacritic        | 80/100            |
| Оценки критиков   |                   |
| Источник          | Оценка            |
| AllMusic          | [ 1 ]             |
| The A.V. Club     | A                 |
| The Guardian      | [ 7 ]             |
| The Independent   | [ 8 ]             |
| NME               | [ 9 ]             |
| The Observer      | [ 10 ]            |
| Pitchfork         | 7.9/10            |
| Q                 | [ 12 ]            |
| Rolling Stone     | [ 13 ]            |
| Uncut             | 8/10              |

По данным агрегатора рецензий Metacritic, альбом The Center Won’t Hold получил «в целом благоприятные отзывы» на основе средневзвешенной оценки 80 из 100 из 30 оценок критиков. The A.V. Club включил песню «Hurry On Home» в список 30 лучших треков в стиле queer rock 2019 года, а рецензент Кэти Райф дала ей положительную оценку, написав: «Гладкая и изрезанная, песня несет на себе печать продюсера St. Vincent, чья вязкая сексуальность сталкивается с тяжелыми риффами Sleater-Kinney со всей мощью и развлекательной ценностью Годзиллы, сражающегося с Кинг-Конгом».

## Список композиций
Все треки написаны Sleater-Kinney (Корин Такер, Джанет Вайсс и Кэрри Браунстин).
1. «The Center Won’t Hold» — 3:04
2. «Hurry On Home» — 2:48
3. «Reach Out» — 3:30
4. «Can I Go On» — 3:30
5. «Restless» — 2:41
6. «Ruins» — 5:18
7. «Love» — 2:16
8. «Bad Dance» — 2:45
9. «The Future Is Here» — 3:00
10. «The Dog/The Body» — 4:22
11. «Broken» — 3:02

## Чарты
| Чарт (2019)                            | Высшая позиция |
| -------------------------------------- | -------------- |
| Австралия (ARIA)                       | 34             |
| Бельгия/Валлония (Ultratop)            | 147            |
| Германия (Offizielle Top 100)          | 73             |
| Шотландия (Scottish Albums Chart)      | 9              |
| Испания (PROMUSICAE)                   | 64             |
| Швейцария (Schweizer Hitparade)        | 83             |
| Великобритания (UK Albums Chart)       | 45             |
| США (Billboard 200)                    | 27             |
| США (Billboard Top Alternative Albums) | 2              |
| США (Billboard Top Rock Albums)        | 4              |